# Radiodensità
La radiodensità (o radiopacità) è la proprietà di trasparenza relativa di un materiale al passaggio della porzione di raggi X dello spettro elettromagnetico: ovvero l'incapacità delle radiazioni di questa classe energetica di attraversare un determinato materiale. Con "radiolucente" o "radiolucido" viene indicato un materiale trasparente ai fotoni della radiazione X, ed è analogo alla trasparenza ed alla traslucenza relative alla luce visibile. I materiali che sono in grado di inibire il passaggio di raggi X sono detti "radiodensi" o "radiopachi", mentre quelli che ne consentono il passaggio sono detti "radiotrasparenti" o "radiolucenti". Una materiale radiotrasparente apparirà sul radiogramma come una regione più scura; viceversa in presenza di un materiale radiopaco si avrà una regione più chiara, che va dal grigio al bianco in base alla percentuale di radiazioni che vengono fermate.
La radiodensità permette di individuare, come detto, regioni più o meno opache con un approccio qualitativo; tale proprietà può essere anche quantificata per mezzo della scala Hounsfield, utilizzata in particolare nelle applicazioni di tomografia computerizzata (TC). Esempi di questa scala sono i valori di radiopacità dell'acqua distillata, 0 in Unità Hounsfield (UH), e dell'aria, -1000 UH.
Nella medicina moderna, sostanze radiodense sono quelle che non permettono ai raggi X o simili di far passare la radiazione. L'approccio radiografico è stato rivoluzionato dai contrasti radiodensi, che possono essere inviati nel flusso sanguigno, nel tratto instestinale o nel fluido cerebro-spinale ed utilizzati per le TAC e per le semplici radiografie a raggi X. La radiopacità è un fattore chiave nella progettazione e nello sviluppo di vari strumenti medicali, quali gli stent che vengono usati duranti gli interventi radiologici. La radiopacità di un attrezzo endovascolare è importante in quanto permette allo strumento di essere tracciato durante l'operazione. I due principali fattori che influenzano la radiopacità di un materiale sono la sua densità ed il numero atomico degli atomi che lo compongono. Due elementi radiodensi che comunemente utilizzati in radiomedicina sono il bario e lo iodio. 
Nel mondo industriale e delle analisi non distruttive, esempi di materiali radiopachi tradizionalmente utilizzati per maschere e supporti sono piombo ed acciaio, ma stanno prendendo sempre più piede materiali a base polimerica additivati di titanio, tungsteno, solfato di bario, ossido di bismuto e ossido di zirconio. Alcune soluzioni includono il legame diretto alle catene polimerico di elementi pesanti compatibili, come lo iodio, in modo da ottenere un materiale più omogeneo e con minori problematiche legate alla compatibilità tra le interfacce del composito.